# Seisdon
Seisdon är en by i Staffordshire i England. Byn är belägen 29,8 km 
från Stafford. Orten har 811 invånare (2015). Byn nämndes i Domedagsboken (Domesday Book) år 1086, och kallades då Seisdone.